# John Lombe
John Lombe (Norwich, 1693 – 1739) è stato un imprenditore inglese che si arricchì grazie al primo mulino per la lavorazione della seta nella zona di Derby.

## Biografia
Lombe nacque a Norwich circa nel 1693, figlio di un tessitore di lana pettinata. Era il fratellastro più giovane di Thomas Lombe, che dopo la sua morte avrebbe continuato ad accumulare una fortuna come mercante di seta a Norwich e Londra.
Agli inizi del XVIII secolo il centro per la produzione di calze di seta tramite telai si era trasferito alle Midlands da Londra e la domanda per la seta filata aveva superato l'offerta.
Il fratello di John, Thomas, aveva ottenuto lavoro in un mulino che lavorava la seta, ben presto fallito, costruito nel Derby dal noto inventore e ingegnere George Sorocold per l'imprenditore locale Thomas Cotchett di Derby. Il mulino era stato costruito sul fiume Derwent, nella città di Derby e potrebbe essere stato il primo raggruppamento di lavoratori riuniti sotto lo stesso tetto per lavorare con macchinari mossi da una fonte energetica inanimata.
Gli italiani avevano utilizzato simili risorse per filare sin dagli inizi del XVII secolo, e ne esiste una descrizione pubblicata da Vittorio Zonca. Già Leonardo Da Vinci aveva abbozzato un modello simile, ma quello di Zonca era più completo. John fu inviato da suo fratello per indagare le macchine italiane che filavano il sottile organzino, il primo ordito della seta ed è essenziale per la tessitura dei migliori indumenti di seta.
Secondo la leggenda, ottenne impiego presso una delle filande italiane a Racconigi dove venivano impiegate le secrete macchine: rubò di notte, a lume di candela, disegni e progetti dei macchinari e fuggì in patria nel 1716.

## Il brevetto
Nel 1718, Thomas Lombe fu in grado di ottenere un brevetto, che dichiarava essere per:
Il brevetto fu concesso per quattordici anni.

## Il mulino

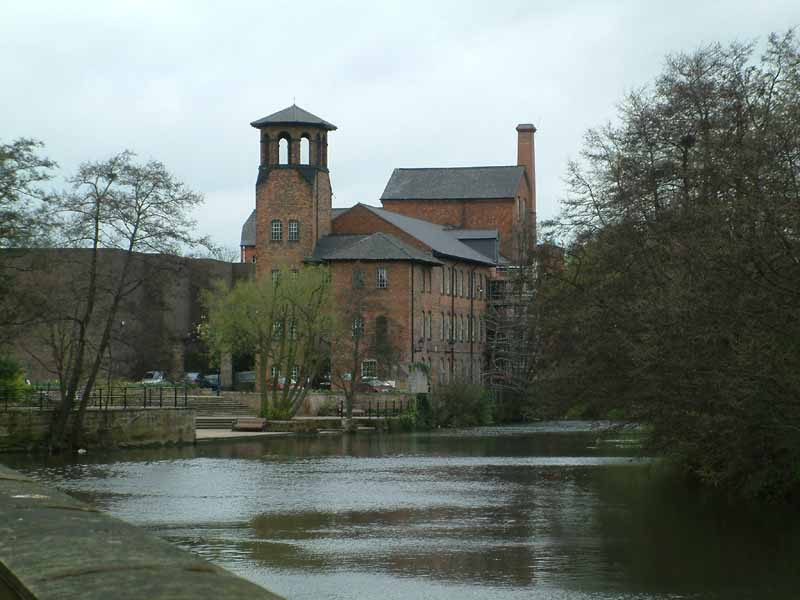
Il mulino da seta di Lombe, oggi sede del Derby Industrial Museum

Assunse Sorocold per costruire un nuovo mulino più ampio sul sito del vecchio. Il mulino venne completato nel 1722, anno della morte improvvisa di John. Secondo la leggenda, il re di Sardegna Vittorio Amedeo II avendo sentito parlare del successo dell'impresa di Lombe, incaricò un sicario donna di recarsi in Inghilterra per uccidere i fratelli. Si sospetta che John fu avvelenato proprio da una donna, presumibilmente proveniente dall'Italia, che era apparsa poco prima della sua morte.
Thomas Lombe fu creato cavaliere nel 1727. Nel 1732 il brevetto scadde e la sua richiesta di proroga venne respinta. La sua fu probabilmente la prima unità di produzione ad energia continua baciata dal successo, un prototipo per il successivo cotonificio di Richard Arkwright presso Cromford, primo dei Mulini della valle del Derwent, che ha segnato l'inizio del sistema industriale della fabbriche.
In riconoscimento del suo successo gli fu concesso un finanziamento di quattordicimila sterline per preparare un modello della sua macchina che venne allestito nella Torre di Londra a beneficio di altri aspiranti imprenditori. Morì nel 1739 e l'edificio fu venduto a Samuel Lloyd e William Wilson; continuò a filare la seta fino al 1890 quando in parte crollò.

## Il mulino oggi
Il mulino è passato attraverso varie mani ed è stato ricostruito diverse volte, ma la struttura modificata esiste ancora ed è stato ristrutturato per ospitare il Derby Museo Industriale. Una scultura a bassorilievo di Lombe si può trovare all'Exeter Bridge.